# Rose Ausländer
Rose Ausländer (numele la naștere  Rosalie Beatrice Ruth Scherzer ) (n. 11 mai 1901, Cernăuți, Austro-Ungaria – d. 3 ianuarie 1988, Düsseldorf, Germania) a fost o poetă de limba germană și limba engleză, evreică originară din Bucovina. A trăit în Statele Unite, România, Ungaria, Austria și Germania.

## Biografie
Provenea dintr-o familie de evrei ortodocși: tatăl său a fost Sigmund Scherzer iar mama Etie Rifke Binder. În 1921, după moartea tatălui, la sfatul mamei ei, a emigrat în Statele Unite și acolo s-a căsătorit cu Ignaz Ausländer la data de 19 octombrie 1923. După trei ani, Rose și Ignaz Ausländer au divorțat. 
În această perioadă a început să scrie poezii în limba germană. După ce mama ei s-a îmbolnăvit grav, Rose a revenit la Cernăuți în 1927 și 1931 ca să aibă grijă de ea și a continuat să scrie. În perioada 1931 - 1936 a conviețuit cu Helios Hecht iar după despărțirea din 1936 Rose s-a mutat la București. În această perioadă i s-a retras cetățenia americană deoarece trecuseră mai mult de trei ani după plecarea din Statele Unite. 
După ce Alfred Margul-Sperber îi făcuse o prezentare în ziarul Czernowitzer Morgenblatt, în 1939, Rose Ausländer a publicat primul volum de versuri Der Regenbogen, la editura „Literaria” din Cernăuți. 

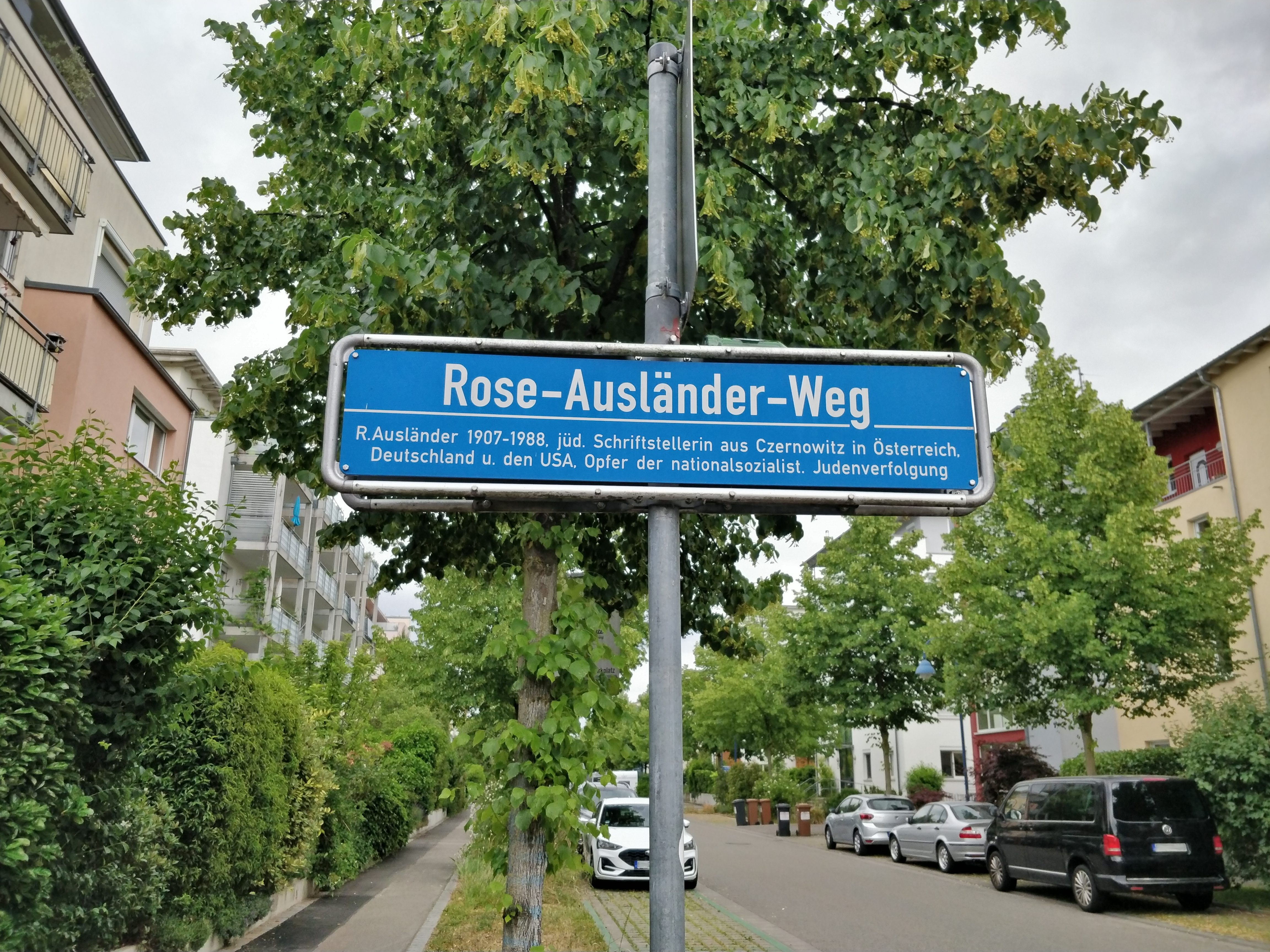
Stradă purtând numele ei în Freiburg im Bresgau

După intrarea României în cel de-al Doilea Război Mondial de partea Puterilor Axei în 1941, Rose a fost obligată să părăsească Bucureștiul și să revină la Cernăuți, unde a trăit în ghetto, a evitat deportarea în Transnistria și s-a ascuns împreună cu poetul Paul Celan în pivnița unei fabrici. Acolo cei doi au avut multe discuții în jurul literaturii și a poeziilor pe care le scriau. Se crede că Celan a influențat stilul lui Rose Ausländer într-o direcție mai modernistă. După izgonirea trupelor hitleriste și intrarea armatei sovietice în Cernăuți, Rose Ausländer a plecat iarăși în Statele Unite, unde i s-a redat cetățenia. Experiența războiului a determinat-o să se simtă incapabilă din punct de vedere psihologic de a mai scrie în germană și a început să scrie în limba engleză. Numai după 1956, când s-a reîntâlnit cu Celan și cu încurajarea acestuia s-a întors la limba germană. 
După 1964 a trăit la Viena, iar în 1967 s-a stabilit la Düsseldorf, în Germania de vest. Din anul 1972 Rose a locuit la căminul de bătrâni „Nelly Sachs” al comunității evreiești din localitate.
În 1975 opera ei a început să fie cunoscută și apreciată datorită efortului depus de editorul german Helmut Braun. După 1977, starea sănătății lui Rose s-a deteriorat în urma unei fracturi a colului femural și de atunci, Rosa Ausländer nu a mai putut ieși din locuință.
A murit la Düsseldorf la 3 ianuarie 1988.
Rosa Ausländer s-a simțit legată și de istoria și cultura poporului evreu, așa cum se poate remarca și în unele creații ale ei, ca de exemplu poezia „Jerusalem”.

## Opera
- Der Regenbogen (Curcubeul)
- Blinder Sommer (Blind Summer)
- Brief aus Rosen (Letter from Rosa/Letter from Roses)
- Denn wo ist Heimat? (Then Where is the Homeland)
- Die Musik ist zerbrochen (The Music is Broken)
- Die Nacht hat zahllose Augen (The Night Has Countless Eyes)
- Die Sonne fällt (The Sun Fails)
- Gelassen atmet der Tag (The Day Breathes Calmly)
- Hinter allen Worten (Behind All Words)
- Sanduhrschritt (Hourglass Pace)
- Schattenwald (Shadow Forest)
- Schweigen auf deine Lippen (Silence on Your Lips)
- The Forbidden Tree
- Treffpunkt der Winde (Meetingplace of the Wind))
- Und nenne dich Glück (And Call You Luck)
- Wir pflanzen Zedern (We Plant Cedars)
- Wir wohnen in Babylon (We Live in Babylon)
- Wir ziehen mit den dunklen Flüssen (We Row the Dark Rivers)
- Herbst in New York (Autumn in New York)
- An ein Blatt (To a Leaf)